# Projeto Gezira
O Projecto de Gezira é um dos maiores projectos de irrigação no mundo. Está centrado no estado sudanês de Al Jazira, a sul da confluência do Nilo Azul e do Nilo Branco. A economia do Sudão foi historicamente influênciada pela agricultura; o Projecto de Gezira começou em 1925, durante o domínio britânico, e distribui água do Nilo Azul através de uma rede de canais com 4.300 km para quintas agrícolas produtoras de algodão.